# عمارت و باغ محمدعلی‌خان
عمارت و باغ محمد علی خان مربوط به دوره قاجار است و در اصفهان، خیابان آتشگاه، چهارراه نصرآباد، محله کفشران واقع شده و این اثر در تاریخ ۲۴ اسفند ۱۳۸۳ با شمارهٔ ثبت ۱۱۵۴۹ به‌عنوان یکی از آثار ملی ایران به ثبت رسیده است.